# $h*! My Dad Says
$#*! My Dad Says est une série télévisée américaine de type sitcom en 18 épisodes de 21 minutes produite par Warner Bros. Television et diffusée entre le 23 septembre 2010 et le 17 février 2011 sur le réseau CBS et au Canada sur le réseau CTV.
La série s'inspire d'un fil Twitter américain devenu célèbre intitulé Shit My Dad Says (que l'on pourrait traduire par « les conneries que mon père raconte »), consistant en une série de citations du père de l'auteur, Justin Halpern. La série met en scène dans le rôle principal l'acteur canadien montréalais William Shatner.
Cette série est inédite dans les pays francophones.

## Synopsis
Les relations conflictuelles entre un fils et son père, un vieux bougre adepte des formules particulièrement salées. Son fils Henry, qui tente de percer en tant qu'écrivain, tient un blog dans lequel il partage ses aventures...

## Distribution
- William Shatner : Dr Edison Milford « Ed » Goodson III
- Jonathan Sadowski : Henry Goodson
- Will Sasso : Vince Goodson
- Nicole Sullivan : Bonnie Goodson
- Tim Bagley : Tim

## Production
Le projet a débuté en novembre 2009.
En février 2010, un pilote a été commandé après avoir engagé William Shatner dans le rôle principal, suivi en mars de Nicole Sullivan, Ryan Devlin (en) (Henry), Will Sasso et Stephanie Lemelin (en) (Sam, pilote seulement).
À la mi-mai, le réseau commande la série à la condition de remplacer Ryan Devlin. Elle est tout de même programmée dans la case du jeudi à 20 h 30. Jonathan Sadowski reprend le rôle à la fin juillet 2010.
Le titre original de la série a créé l'indignation du Parents Television Council, qui fait allusion à une obscénité. La série ne contient aucune scène indécente et adhère aux standards de CBS.
Le 21 octobre 2010, CBS commande cinq épisodes supplémentaires.
Le 15 mai 2011, la série est annulée.

## Épisodes
1. Pilot
2. Wi-Fight
3. The Truth About Dads and Moms
4. Code Ed
5. Not Without My Jacket
6. Easy, Writer
7. Dog Ed Pursuit
8. The Manly Thing to Do
9. Make a WISiH
10. You Can't Handle the Truce
11. Family Dinner for Schmucks
12. Goodson Goes Deep
13. The Better Father
14. Corn Star
15. Ed Goes to Court
16. Well Suitored
17. Lock and Load
18. Who's Your Daddy?